# Звучни филм
Звучни филм је фотографски и фонографски запис спољњег света. 
Фотографски запис животних збивања - каквог имамо у немом филму - не може се сматрати звучним филмом јер му недостаје други нужни услов - фонографски вид записа.
Многи теоретичари филма тврде да, заправо, филм никада није био без звука. Многобројни филмови били су пропраћени неком врстом музике и нарације. Историјски посматрано, још од појаве фонографа а касније и кинетографа, зачетници филмске индустрије покушавали су да споје слику и тон у једно. Међутим, они су успевали да слици додају само звучну пратњу, било живом речју коментатора или музиком клавира, оркестра, тадашњих грамофона. Кад међутим говоримо о звучном филму, тада мислимо да је звук забележен (снимљен) на филмску врпцу заједно са сликом. Реч је о томе да се звук посебним техничким поступком претвара у светлосни запис различитог интензитета.
Пре више од осам деценија 6. октобра 1927. године, у Лос Анђелесу је одржана светска премијера “Џез Певача” првог звучног дугометражног играног филма. Ово дело било је прво у којем су скоро три деценије после појаве покретних слика глумци проговорили. Филм је реализован у продукцији холивудског студија “Ворнер Брос”, а тадашња музичка звезда Ал Џолсон изговорио је прве речи на филму: “Сачекајте, сачекајте, још нисте чули све…”
Први југословенски дугометражни звучни филм је „Под југословенским небом" из 1934. године, а први српски играни звучни филм био је “Невиност без заштите” снимљен је током немачке окупације као приватни подухват Драгољуба Алексића 1941. године, а приказан током 1942. када га је видело чак око 80.000 Београђана.

## Улагања у звучни филм
Компанија Ворнер Брос крајем двадесетих година (1927.), уводи у филмску индустрију први звучни филм „Џез певач” (The Jazz Singer) и на тај начин производи праву револуцију на тржишту. Појава филма са звуком овој компанији доноси огроман профит. Велики филмски моћници одлучују да инвестирају у звучни филм, што је подразумевало потпуну промену технике за снимање и репродукцију филма. Била су то огромна материјална средства али тржишна утакмица и одушевљење публике појавом звучног филма, приморало је велике филмске студије да улажу новац. У периоду између 1927-1929 године, Холивуд је произвео преко 300 звучних филмова. Потпуна интеграција слике и звука у филмској индустрији изведена је до 1930. године.
У то време цело америчко филмско тржиште било је под контролом осам највећих филмских компанија - Варнер Брос, Парамаунт, Твентит сенчури фокс, МГМ, РКО, Универсал, Колумбија, Јунајтид Артистс.
Златне године Холивуда обележене су енормном филмском продукцијом. Велике филмске компаније функционисале су као праве фабрике. Тако је 1937. године годишња продукција досегла цифру од 500 играних филмова - поређења ради, до осамдесетих година ова цифра је пала на 100 филмова годишње.

## Синхронизација звука није била у потпуној звучној техници
Први звучни филм Џез певач у ствари није био потпуно звучно остварење, јер синхронизација звука се није односила на целокупан филм. Наиме, само делови који су се односили на музичке тачке били су синхронизовани, а остали играни делови били су пројектовани као и ранији филмови (поднасловљавањем - титловањем).
Први потпуно говорни звучни филм појавио се годину дана касније (1928) под називом Светла Њујорка (Lights of New York (1928.).Тек од 1929. звучни филмови се масовно производе па је звучни филм и први мјузикл који је добио Оскара за најбољи филм Бродвејска мелодија („The Broadway Melody“ 1929.) у режији Херија Бомонта. Редитељ се махом прославио стварањем немих филмова, све до режије овог филма када је стекао номинацију за најбољег редитеља. Данас је овај филм познат због важности за историју филма а не по квалитету. Представљао је први холивудски мјузикл у потпуности снимљен у звучној техници, а део сцена је направљен у Техниколору (сачувана је само црно бела верзија). Познат је и као први звучни филм који је освојио Оскара, као и по томе што је успоставио вишедеценијску доминацију студија МГМ у жанру холивудских мјузикала.

## Језичка баријера - бојазност од звучног филма
Нужно прилагођавање постојећих филмских студија и кинематографа новим техничким условима била је повезана са великим финансијским трошковима, а што се друштвене ситуације тиче(криза позната као велика америчка депресија) само се једним делом могла подмирити повећаном цена улазница. Осим тога постојала је бојазан, да многе дотадашње звезде неће знати говорити и певати како то тражи филм, те да постоји могућност да на другим тржиштима филмови не буду прихваћени због језика, што је у немом раздобљу техником поднасловљавања (титловања) било доста једноставније и сигурније.